# منطقة الطليغة الثالثة
الطليغة الثالثة هي منطقة صغيرة تتبع مدينة الناصرية مركز محافظة ذي قار العراقية، لا تتجاوز مساحتها عشرة كيلومترات مربعة ويبلغ عدد سكانها 1,500 نسمة. تقع المنطقة في صوب الشامية خلف الجسر السريع، من أبرز معالمها مدرسة الإمامين ومختارها كاظم معود الطبراوي، كما تحتوي حسينية وجامعاً في طور البناء كدور عبادة، والعديد من المقاهي الشعبية ومقاهي الإنترنت وصالات الألعاب. يرجع تأسيسها إلى عام 1950م.